# وسيم السيد
وسيم السيد هو قاتل متسلسل فلسطيني، كان مسؤولاً عن ثلاث عمليات طعن مميتة في مدينة القدس في عامي 2019 و2022. واعتقلته قوات الأمن الإسرائيلية في يناير/كانون الثاني 2022 بعد محاولته عبور الجدار الإسرائيلي في الضفة الغربية .

## وقت مبكر من الحياة
ولد السيد في مدينة الخليل حوالي عام 1988. لقد تحول إلى التطرف لدعم تنظيم الدولة الإسلامية ، وهي جماعة إرهابية سلفية جهادية . تم وضع سيد رهن الاعتقال الإداري من عام 2015 إلى عام 2018 بسبب مخاوف أمنية بشأن علاقاته بتنظيم داعش. وبحسب القناة 13 ، فقد قال للمحققين في وقت لاحق: "لقد قررت أنني سأقتل اليهود، لكنني لن أخبر أحداً بذلك. سيكون الأمر بيني وبين إلهي فقط. قررت أن الدولة الإسلامية هي طريقي. لقد قررت أن أقتل اليهود". "بحثت عن ضحايا يهود. أردت أن أقتل رجلاً أو امرأة، ولكن ليس أطفالاً".

## القتل

### محاولة طعن شاب إسرائيلي
في 9 يناير 2019، بعد ثلاثة أيام فقط من إطلاق سراحه من السجن، ذهب سيد إلى أرمون هنتسيف حيث اقترب من فتاة إسرائيلية تبلغ من العمر 14 عامًا في درج أحد المباني وبيده سكين. اندفع سيد نحو حلق الفتاة. أنقذها طوقها وبدأت بالصراخ طلباً للمساعدة، مما دفع سيد إلى الفرار من مكان الحادث.

### مقتل الزوجين كادوري
في اليوم التالي، عاد السيد إلى أرمون هنتسيف. وعندما اقترب من إحدى الشقق، رأى رجلاً يبلغ من العمر 68 عامًا  يرتدي قلنسوة يُدعى يهودا قدوري وهو يفرغ بقالته من سيارته. دخل يهودا إلى الشقة ليضع أكياس التسوق ثم خرج ليأخذ ما تبقى من المؤن. رأى سيد فرصته ودخل المبنى حيث دخل إلى غرفة قدوري. دخل الرجل بالسكين إلى غرفة النوم حيث قتل ثامار زوجة يهودا.
وبينما كان يهودا يسير إلى الحمام بعد أن وضع مشترياته في الثلاجة، واجه سيد الذي هاجمه. حاول يهودا الرد، لكن تم التغلب عليه وطعن في النهاية حتى الموت. نام سيد داخل الشقة طوال الليل وغادرها في اليوم التالي. وتم العثور على جثتي عائلة كادوري في اليوم التالي، بعد أن أبلغ أقاربهما الشرطة أنهما لم يردا على مكالماتهما.
أطلقت دائرة الشرطة الإسرائيلية تحقيقًا كبيرًا ومثيرًا للجدل في جرائم القتل. اشتبهت الشرطة في البداية في قيام نيتاي، نجل كادوري، بقتل والديه لدوافع مالية. تم اعتقال نيتاي وزوجته بعد وقت قصير من إخبارهما بمقتل والديه، ثم تم إرسالهما إلى غرفة الاستجواب . واتهم نيتاي في وقت لاحق الشرطة باستخدام أساليب "وحشية" وانتقدها لافتقارها إلى الشفافية.

### الاعتقال الأول
وفي 12 يناير/كانون الثاني، تم اعتقال وسيم السيد بسبب دعمه لتنظيم داعش. حُكم على السيد بالسجن لمدة عامين، وأُطلق سراحه عام 2022.

### جرائم قتل أرنونا
في ليلة 20-21 مارس 2022، دخل السيد شقة في حي أرنونا بالقدس وقتل العامل الأجنبي المولدوفي إيفان تارنوفسكي، الذي كان يعتقد أنه يهودي. وأصيب مواطن مولدوفي آخر بجروح خطيرة. تم تنبيه الشرطة في حوالي الساعة 1:30 أكون.
غادر سيد المكان وتم القبض عليه من قبل قوات الأمن بعد بضع ساعات عندما كان يحاول عبور الجدار الإسرائيلي في الضفة الغربية .

## الوقوع في الأسر
وبعد إلقاء القبض على سيد بتهمة عبور الحدود بشكل غير قانوني وبحوزته سكين، تبين أنه مسؤول عن قتل تارنوفسكي. وربطت التحقيقات والاستجوابات الإضافية بينه وبين جريمة قتل عائلة قدوري، التي اعترف بمسؤوليته عنها.
وقال السيد إنه تعلم كيفية ارتكاب جرائم القتل من خلال مقاطع فيديو مؤيدة لتنظيم داعش وجدها على الإنترنت، وكان الدافع وراء ذلك هو الأعمال الإرهابية التي يقوم بها التنظيم.
ووجهت إلى سيد في 18 أبريل/نيسان ثلاث تهم بالقتل ومحاولة قتل مرتين.